# Micropholis porphyrocarpa
Micropholis porphyrocarpa är en tvåhjärtbladig växtart som först beskrevs av Charles Baehni, och fick sitt nu gällande namn av Joseph Vincent Monachino. Micropholis porphyrocarpa ingår i släktet Micropholis och familjen Sapotaceae. Inga underarter finns listade i Catalogue of Life.